# ستيفن وارد
ستيفن وارد (بالإنجليزية: Stephen Ward)‏ (مواليد 20 أغسطس 1985 في دبلن - جمهورية أيرلندا) لاعب كرة قدم أيرلندي يلعب حاليا لصالح نادي الدرجة الممتازة وولفرهامبتون واندررز الإنجليزي منذ 2007 في مركز الظهير الأيسر كما يجيد اللعب في مركز الجناح الأيسر والمهاجم.

## روابط خارجية
- ستيفن وارد على موقع الاتحاد الأوربي (الإنجليزية)
- ستيفن وارد على موقع قاعدة بيانات كرة القدم.إي يو (الإنجليزية)
- ستيفن وارد على موقع ناشيونال فوتبول تيمز (الإنجليزية)
- ستيفن وارد على موقع Soccerbase.com (لاعب) (الإنجليزية)
- ستيفن وارد على موقع Soccerway.com (الإنجليزية)
- ستيفن وارد على موقع عالم كرة القدم.نت (الإنجليزية)
- ستيفن وارد على موقع كووورة
- ستيفن وارد على موقع AS.com (الإسبانية)